# Takatsukasa Fuyunori
Takatsukasa Fuyunori 鷹司 冬教; né en 1295, mort le 27 février 1337) est un noble de cour japonais (kugyō) de l'époque de Kamakura, descendant de l'aristocratique famille Takatsukasa fondée par Konoe Iezane, qui, en tant que famille membre du go-sekke, est tenue pour digne de pourvoir des régents impériaux. 
Son père biologique est Takatsukasa Motohira mais il est adopté par Takatsukasa Fuyuhira. Il est élevé au troisième rang de cour en 1309, puis le parcours habituel le fait nommer à la fonction de naidaijin en 1322. Il reste sadaijin (Ministre de gauche) pendant une période relativement longue, de 1324 à 1333, tandis qu'à partir de 1330 il est en même temps régent kanpaku pour empereur Go-Daig jusqu'au ralliement de celui-ci à Kōgon, le premier seigneur de la Cour du Nord.
Il est udaijin (Ministre de droite) en 1334 et retrouve la même année la fonction de sadaijintandis qu'il est précepteur du prince impérial.
Comme Takatsukasa Fuyuhira avant lui, il adopte Morohira, un des frères de son épouse Fuyunori.
Fuyunori rédige les Kōgon-in go sokui-ki («Notes sur l'accession au trône de  Kōgon ») et les Shōkei Goenkōin Kampaku ki.

## Sources
- Berend Wispelwey (Hrsg.) : Japanese Biographical Archive. Fiche 384, K.G. Saur, München 2007,  (ISBN 3-598-34014-1)
- (ja) Arbre généalogique